# Hazena
Hazena eller tjeckisk handboll är en tjeckisk variant på handboll och en föregångare till den moderna handbollen.
Hazena började spelas i början av 1900-talet i Prag och nämns för första gången i en idrottstidning 1905 av läraren Vaclav Karas. Hazena spreds via studenter från Sovjetunionen och Jugoslavien som studerat i Tjeckoslovakien. Hazena spelas fortfarande i Tjeckien och reglerna liknar handbollens.